# Спарсо (Сондрио)
Спарсо је насеље у Италији у округу Сондрио, региону Ломбардија.
Према процени из 2011. у насељу је живело 74 становника. Насеље се налази на надморској висини од 541 м.